# Metropolitan Borough of Lambeth

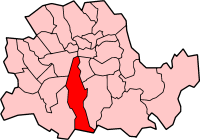
Lage von Lambeth im früheren County of London

Der Metropolitan Borough of Lambeth war ein Bezirk im Ballungsraum der britischen Hauptstadt London mit dem Status eines Metropolitan Borough. Er existierte von 1900 bis 1965 und lag im Süden der ehemaligen Grafschaft County of London.

## Geschichte
Lambeth war ursprünglich ein Civil Parish in der Grafschaft Surrey. Ab 1855 gehörte die Gemeinde zum Einzugsgebiet des Zweckverbandes Metropolitan Board of Works. 1889 gelangte Lambeth zum County of London, elf Jahre später folgte die Umwandlung in ein Metropolitan Borough.
Bei der Gründung von Greater London im Jahr 1965 entstand aus der Fusion von Lambeth mit den Stadtteilen Clapham und Streatham im Metropolitan Borough of Wandsworth der London Borough of Lambeth.

## Statistik
Die Fläche betrug 4089 Acres (16,55 km²). Die Volkszählungen ergaben folgende Einwohnerzahlen:
Civil parish:
| Jahr      | 1801   | 1811   | 1821   | 1831   | 1841    | 1851    | 1861    | 1871    | 1881    | 1891    |
| Einwohner | 27.985 | 41.644 | 57.638 | 87.856 | 115.888 | 139.325 | 162.044 | 208.342 | 253.699 | 275.203 |

Metropolitan Borough:
| Jahr      | 1901    | 1911    | 1921    | 1931    | 1951    | 1961    |
| Einwohner | 301.895 | 298.058 | 302.863 | 296.147 | 230.240 | 223.763 |